# قبلان عيسى الخوري
قبلان عيسى الخوري نائب سابق في البرلمان اللبناني. ولد قبلان عيسى الخوري في بشري في العام 1920 والده شبل عيسى الخوري، والدته ماري ابنة يوسف عريضة شقيق البطريرك انطوان عريضة، متزوج من تيريز كيروز ابنة المونسنيور اغناطيوس كيروز شقيقة النائب حبيب كيروز في العام 1949 ولهما ولدان شبل وماري – نوال۔ وقد استشهد ابنه الوحيد شبل في معركة الكورة حين كان يقود لواء قاديشا البشراني في معركة ضد الفلسطينيين۔
والد شبل عيسى الخوري كان نائبا قبل الاستقلال في العام 1936 على أساس المندوبين الثانويين۔
جده ملحم كان يتقاسم القائمقامية في بشري مع راحي ضاهر ونجيب ضاهر۔
في العام 1951 دخل قبلان عيسى الخوري المجلس النيابي ضمن مثلث انتخابي شمل منطقة زغرتا – الزاوية بشري الجبة، الكورة البترون۔ وكان معه في لائحة الانتخابات يوسف كرم انطوان اسطفان، فؤاد الدويهي، فيليب بولس، كميل عقل، ضد لائحة ضمت حميد فرنجيه، ندره عيسى الخوري، رينيه معوض، نقولا غصن، بطرس طربيه، يوسف ضو، وقد نجحت اللائحة الاولى باستثناء فؤآد الدويهي الذي حل محله حميد فرنجيه۔
وفي العام 1953 حل الرئيس كميل شمعون مجلس النواب بعد تعديل قانون الانتخابات الذي يموجبه أصبح لبشري نائب واحد، ونائب لبلاد بعلبك ونائب لزغرتا۔ وقد ترشح للمعركة الجديدة الشيخ قبلان ضد انطوان اسطفان من بلدة كفرصغاب۔ ويقول الشيخ قبلان انه وبنتيجة الضغوط التي بذلها نجح المرشح الثالث سعيد طوق الذي دعمه حمد فرنجيه وانطوان غصن۔
وفي العام 1975 فاز الشيخ قبلان في الانتخابات ضد سعيد طوق وحبيب كيروز ونال من الاصوات ما جمعه الاثنان وست مئة صوت اضافي۔
وفي العام 1961 خسر في الانتخابات مع حسيب جعجع وفاز في هذه الدورة حبيب كيروز وسعيد طوق بعدما أصبح لبشري مقعدان في المجلس، وفي العام 1964 و1968 فاز الشيخ قبلان وحبيب كيروز في الانتخابات۔
اما في الانتخابات الاخيرة في العام 1972 فقد خسر مقعده في المجلس وحل محله حبيب كيروز وجبران طوق۔ وشكك بنزاهة الانتخابات متهما الحكم انذاك بالتدخل ضده ويقول انه نام ناذبا وصحا خاصرا لمقعده الذي لم يتمكنمن استعادته بسبب تجديد المجلس لنفسه منذ 16 عاما۔